# الکساندر بارتولمی
الکساندر بارتولمی (انگلیسی: Alexandre Barthe؛ زادهٔ ۵ مارس ۱۹۸۶) بازیکن فوتبال اهل فرانسه است.
از باشگاه‌هایی که در آن بازی کرده‌است می‌توان به باشگاه فوتبال سن-اتین، باشگاه فوتبال لودوگورتس رازگراد، باشگاه فوتبال گراس‌هاپر زوریخ، و باشگاه فوتبال لیتکس لووچ اشاره کرد.